# Consiglio degli Anziani (scout)
Con il nome generico di Consiglio degli Anziani, nel metodo scout si indica l'unione del Consiglio di Akela di un branco e del Consiglio dell'Arcobaleno di un cerchio (in caso di assenza di una delle due unità, il Consiglio degli Anziani coincide con il solo Consiglio di Akela o il solo Consiglio dell'Arcobaleno). Tutti e tre nel linguaggio comune si abbreviano con la sigla CdA. Si tratta di un piccolo gruppo di ragazzi/e che comprende i lupetti e/o le coccinelle più grandi, la cui effettiva composizione può variare a seconda dell'associazione.
Si riunisce periodicamente (ad esempio una volta al mese) per realizzare attività specifiche più adatte ai ragazzi/e della fascia d'età più alta, che mirano ad accrescere il senso di responsabilità, anche preparando attività speciali da proporre a tutto il branco/cerchio. È importante che gli incontri di CdA avvengano in momenti appositamente dedicati e che non si sovrappongano alle normali attività di unità. Siccome poi si tratta di ragazzi che stanno per passare in reparto, è anche una buona norma prevedere degli incarichi per ogni componente, più o meno come succede nelle pattuglie di esploratori/guide del reparto.

## Caratteristiche associative
- In AGESCI ne fanno parte i bambini e le bambine dell'ultimo anno
- Nel CNGEI è la riunione dei capi e vice capi muta con i vecchi lupi, ma possono essere invitati anche gli altri lupetti anziani quando è convocato per la preparazione al passaggio